# Stav Lemkin
Stav Lemkin (in ebraico סתיו למקין‎?; Tel Aviv, 2 aprile 2003) è un calciatore israeliano, difensore del Twente e della nazionale israeliana.

## Biografia
Nato in Israele, sua madre è ucraina. Suo padre è un avvocato che gestisce la sua carriera calcistica.
Possiede anche il passaporto spagnolo grazie alle sue origini.

## Carriera

### Club
Dopo avere mosso i primi passi nella primavera del Maccabi Tel Aviv, per poi passare ai rivali cittadini dell'Hapoel nel 2018. Nel 2020 ha esordito in prima squadra (oltreché tra i professionisti) con quest'ultimo club.
Il 31 luglio 2023 viene acquistato dallo Šachtar.
Il 4 settembre 2024 viene ceduto in prestito al Maccabi Tel Aviv.

### Nazionale
Nel 2023 è stato convocato per il Mondiale Under-20, disputato in Argentina e concluso al terzo posto finale.
Sempre nel 2023 partecipa poi anche agli Europei Under-21.

## Statistiche

### Presenze e reti nei club
Statistiche aggiornate al 12 giugno 2023.
| Stagione        | Squadra         | Campionato      | Campionato | Campionato | Coppe nazionali | Coppe nazionali | Coppe nazionali | Coppe continentali | Coppe continentali | Coppe continentali | Altre coppe | Altre coppe | Altre coppe | Totale | Totale | Totale |
| Stagione        | Squadra         | Comp            | Pres       | Reti       | Comp            | Pres            | Reti            | Comp               | Pres               | Reti               | Comp        | Pres        | Reti        | Pres   | Reti   |        |
| --------------- | --------------- | --------------- | ---------- | ---------- | --------------- | --------------- | --------------- | ------------------ | ------------------ | ------------------ | ----------- | ----------- | ----------- | ------ | ------ | ------ |
| 2020-2021       | Hapoel Tel Aviv | LHA             | 0          | 0          | CI+TC           | 0+0             | 0               | -                  | -                  | -                  | -           | -           | -           | 0      | 0      |        |
| 2021-2022       | Hapoel Tel Aviv | LHA             | 9          | 0          | CI+TC           | 0+0             | 0               | -                  | -                  | -                  | -           | -           | -           | 9      | 0      |        |
| 2022-2023       | Hapoel Tel Aviv | LHA             | 22         | 0          | CI+TC           | 0+5             | 0+1             | -                  | -                  | -                  | -           | -           | -           | 27     | 1      |        |
| Totale carriera | Totale carriera | Totale carriera | 31         | 0          |                 | 5               | 1               |                    | -                  | -                  |             | -           | -           | 36     | 1      |        |

## Palmarès

### Club

#### Competizioni nazionali
- Coppa d'Ucraina: 1

Šachtar: 2023-2024
- Campionato ucraino: 1

Šachtar: 2023-2024
- Coppa Toto: 1

Maccabi Tel Aviv: 2024-2025